# Sustentación

Flujo a lo largo de un perfil alar: los puntos se mueven con el flujo. Obsérvese que las velocidades son mucho mayores en la superficie superior (extradós) que en la inferior (intradós). Los puntos negros están en función de la escala de tiempo y se separan a partir del borde de ataque. Perfil Kármán–Trefftz, con valores μx = –0.08, μy = +0.08 y n = 1.94. Ángulo de ataque 8°, flujo potencial.

Fuerzas que actúan sobre un perfil, Mostrando la Sustentación oponiéndose al peso, y el impulso o tracción oponiéndose a la resistencia aerodinámica

La sustentación es la fuerza generada sobre un cuerpo que se desplaza a través de un fluido, de dirección perpendicular a la dirección de la corriente incidente. La aplicación más conocida es la del ala de un ave o un avión, generada por la superficie de un perfil alar.
Contrasta con la fuerza de resistencia, que es la componente de la fuerza paralela a la dirección del flujo. Convencionalmente, la sustentación actúa en dirección ascendente para contrarrestar la fuerza de gravedad, pero puede actuar en cualquier dirección perpendicular al flujo.
Si el fluido circundante es aire, la fuerza se denomina fuerza aerodinámica. En el agua o cualquier otro líquido, se denomina fuerza hidrodinámica.
La sustentación dinámica se distingue de otros tipos de sustentación en los fluidos. La sustentación aerostática o flotabilidad, en la que un fluido interno es más ligero que el fluido circundante, no requiere movimiento y es utilizada por globos, dirigibles, barcos y submarinos. La planeadora, en la que sólo la parte inferior del cuerpo se sumerge en un flujo de líquido, la utilizan las lanchas motoras, las tablas de surf, los windsurfistas, los veleros y los esquís acuáticos.
Como con otras fuerzas aerodinámicas, en la práctica se utilizan coeficientes adimensionales que representan la efectividad de la forma de un cuerpo para producir sustentación y se usan para facilitar los cálculos y los diseños.
El modelo matemático de la fuerza de sustentación es:
| Símbolo               | Nombre                                                                                   | Unidad |
| --------------------- | ---------------------------------------------------------------------------------------- | ------ |
| {\displaystyle L}     | Fuerza de sustentación                                                                   | N      |
| {\displaystyle \rho } | Densidad del fluido                                                                      | kg/m3  |
| {\displaystyle V}     | Velocidad                                                                                | m/s    |
| {\displaystyle A}     | Área de referencia del cuerpo (también llamada "superficie alar")                        | m2     |
| {\displaystyle C_{L}} | Coeficiente de sustentación. Este coeficiente se halla experimentalmente de acuerdo con: |        |

{\displaystyle C_{L}={\frac {L}{{\frac {1}{2}}\rho V^{2}A}}}

## Antecedentes

La sustentación se define como la componente de la fuerza aerodinámica que es perpendicular a la dirección del flujo, y la resistencia es la componente que es paralela a la dirección del flujo.

Un fluido que fluye alrededor de la superficie de un objeto sólido aplica una fuerza sobre él. No importa si el objeto se mueve a través de un fluido inmóvil (por ejemplo, un avión que vuela por el aire) o si el objeto está inmóvil y el fluido en movimiento (por ejemplo, un ala en un túnel de viento) o si ambos están en movimiento (por ejemplo, un velero que utiliza el viento para avanzar). La sustentación es el componente de esta fuerza que es perpendicular a la dirección del flujo que se aproxima. La sustentación siempre va acompañada de una fuerza de resistencia, que es el componente de la fuerza superficial paralelo a la dirección del flujo.
La sustentación se asocia principalmente con las  alas de las  aeronaves de ala fija, aunque está más ampliamente generada por muchos otros cuerpos  aerodinámicos, como las  hélices, los  cometas, los  rotores de helicópteross, las alerones de coches de carreras, las  velas marítimas, las  turbinas eólicass, y por las  quillas de los  veleros,  timón de barco e hidroala en el agua. La sustentación también es utilizada por  animales que vuelan y planean, especialmente por aves, murciélagos e insectos, e incluso en el mundo vegetal por las semillas de ciertos árboles.
Aunque el significado común de la palabra "elevación" asume que la elevación se opone al peso, la elevación puede ser en cualquier dirección con respecto a la gravedad, ya que se define con respecto a la dirección del flujo en lugar de con respecto a la dirección de la gravedad. Cuando un avión está en velocidad de crucero en vuelo recto y nivelado, la mayor parte de la sustentación se opone a la gravedad. Sin embargo, cuando una aeronave está  ascendiendo, descendiendo, o girando la sustentación se inclina con respecto a la vertical. La sustentación también puede actuar como downforce en algunas  maniobras acrobáticas , o en el ala de un coche de carreras. La sustentación también puede ser en gran medida horizontal, por ejemplo en un velero.
La sustentación de la que se habla en este artículo se refiere principalmente a los perfiles aerodinámicos, aunque los hidroalas marinos y las hélices comparten los mismos principios físicos y funcionan de la misma manera, a pesar de las diferencias entre el aire y el agua, como la densidad, la compresibilidad y la viscosidad.
El flujo alrededor de un perfil aerodinámico de sustentación es un fenómeno de mecánica de fluidos que puede entenderse esencialmente a dos niveles: Existen teorías matemáticas, que se basan en leyes físicas establecidas y representan el flujo con precisión, pero que requieren resolver ecuaciones diferenciales parciales. Y hay explicaciones físicas sin matemáticas, que son menos rigurosas. Explicar correctamente la sustentación en estos términos cualitativos es difícil porque las relaciones causa-efecto implicadas son sutiles. Una explicación exhaustiva que capte todos los aspectos esenciales es necesariamente compleja. También hay muchas explicaciones simplificadas, pero todas dejan partes significativas del fenómeno sin explicar, mientras que algunas también tienen elementos que son simplemente incorrectos.

## Explicaciones físicas simplificadas de la sustentación en un perfil aerodinámico
.

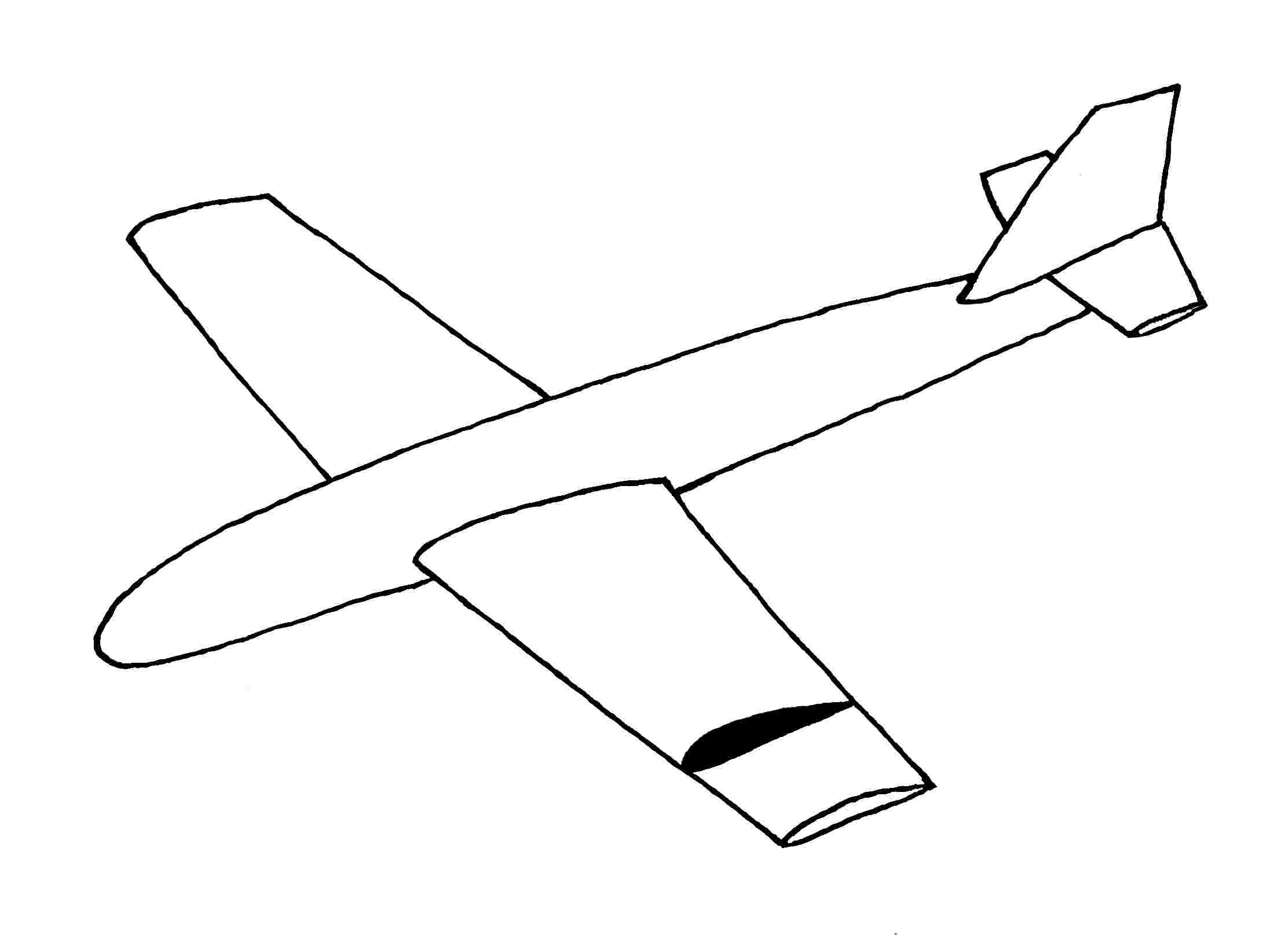
La sección transversal de un ala define la forma de un perfil aerodinámico

Un perfil aerodinámico es una forma aerodinámica capaz de generar mucha más sustentación que resistencia. Una placa plana puede generar sustentación, pero no tanta como un perfil aerodinámico, y con una resistencia algo mayor.
La mayoría de las explicaciones simplificadas siguen uno de los dos enfoques básicos, basados en las leyes del movimiento de Newton o en el principio de Bernoulli.

### Explicación basada en la deflexión del flujo y las leyes de Newton
.

Cuando un perfil genera sustentación, desvía el aire hacia abajo, y para ello debe ejercer una fuerza descendente sobre el aire. La tercera ley de Newton exige que el aire ejerza una fuerza igual hacia arriba sobre el perfil

Un perfil aerodinámico genera sustentación al ejercer una fuerza descendente sobre el aire a su paso. Según la tercera ley de Newton, el aire debe ejercer una fuerza igual y opuesta (hacia arriba) sobre el perfil aerodinámico, que es la sustentación.
A medida que el flujo de aire se aproxima al perfil aerodinámico, se curva hacia arriba, pero cuando lo sobrepasa cambia de dirección y sigue una trayectoria curvada hacia abajo. De acuerdo con la segunda ley de Newton, este cambio en la dirección del flujo requiere una fuerza descendente aplicada al aire por el perfil. A continuación, la tercera ley de Newton exige que el aire ejerza una fuerza ascendente sobre el perfil aerodinámico; de este modo, se genera una fuerza de reacción, la sustentación, opuesta al cambio de dirección. En el caso del ala de un avión, el ala ejerce una fuerza descendente sobre el aire y el aire ejerce una fuerza ascendente sobre el ala.
El giro descendente del flujo no es producido únicamente por la superficie inferior del perfil aerodinámico, y el flujo de aire por encima del perfil aerodinámico representa gran parte de la acción de giro descendente.
Esta explicación es correcta pero es incompleta. No explica cómo el perfil aerodinámico puede impartir giro hacia abajo a una franja mucho más profunda del flujo que la que realmente toca. Además, no menciona que la fuerza de sustentación es ejercida por diferencias de presión, y no explica cómo se mantienen esas diferencias de presión.

#### Controversia sobre el efecto Coandă
Algunas versiones de la explicación de la sustentación basada en la deflexión del flujo citan el efecto Coandă como la razón por la que el flujo es capaz de seguir la superficie superior convexa del perfil aerodinámico.  La definición convencional en el campo de la aerodinámica es que el efecto Coandă se refiere a la tendencia de un chorro de fluido a permanecer adherido a una superficie adyacente que se curva alejándose del flujo, y la resistencia resultante de aire ambiente en el flujo.
En un sentido más amplio, algunos consideran que el efecto incluye la tendencia de cualquier capa límite de fluido a adherirse a una superficie curva, no sólo la capa límite que acompaña a un chorro de fluido. Es en este sentido más amplio en el que algunas referencias populares utilizan el efecto Coandă para explicar por qué el flujo de aire permanece adherido a la cara superior de un perfil aerodinámico.
Este es un uso controvertido del término "efecto Coandă"; el flujo que sigue la superficie superior simplemente refleja una ausencia de separación de la capa límite, por lo que no es un ejemplo del efecto Coandă. Independientemente de si esta definición más amplia del "efecto Coandă" es aplicable, llamarlo "efecto Coandă" no proporciona una explicación, simplemente da un nombre al fenómeno.
La capacidad de un flujo de fluido para seguir una trayectoria curva no depende de las fuerzas de cizallamiento, la viscosidad del fluido o la presencia de una capa límite. El aire que fluye alrededor de un perfil aerodinámico, adhiriéndose a las superficies superior e inferior y generando sustentación, se acepta como un fenómeno del flujo no viscoso.

### Explicaciones basadas en el aumento de la velocidad del flujo y en el principio de Bernoulli
Existen dos versiones comunes de esta explicación, una basada en la "igualdad del tiempo de tránsito" y otra basada en la "obstrucción" del flujo de aire.

An illustration of the incorrect equal transit-time explanation of airfoil lift.

#### Explicación falsa basada en la igualdad del tiempo de tránsito
La explicación del "tiempo de tránsito igual" comienza argumentando que el flujo sobre la superficie superior es más rápido que el flujo sobre la superficie inferior porque la longitud de la trayectoria sobre la superficie superior es mayor y debe recorrerse en un tiempo de tránsito igual. Principio de Bernoulli establece que, en determinadas condiciones, el aumento de la velocidad del flujo se asocia a una reducción de la presión.  Se concluye que la presión reducida sobre la superficie superior da lugar a una sustentación ascendente.
Un grave defecto de la explicación de la igualdad del tiempo de tránsito es que no explica correctamente las causas de la aceleración del flujo. La explicación de la mayor longitud del trayecto es sencillamente errónea.  No es necesaria ninguna diferencia en la longitud del trayecto, e incluso cuando existe una diferencia, suele ser demasiado pequeña para explicar la diferencia de velocidad observada. Esto se debe a que la suposición de un tiempo de tránsito igual es errónea.  No existe ningún principio físico que exija un tiempo de tránsito igual y los resultados experimentales demuestran que esta suposición es falsa. De hecho, el aire que se mueve sobre la parte superior de un perfil aerodinámico generando sustentación se mueve mucho más rápido de lo que predice la teoría del tránsito igual. La velocidad mucho mayor del flujo sobre la superficie superior puede verse claramente en la primera imagen de este artículo.

#### Obstrucción del flujo de aire
.

Líneas y tubos aerodinámicos alrededor de un perfil aerodinámico que genera sustentación. Obsérvese los tubos aerodinámicos más estrechos arriba y los más anchos abajo.

Al igual que la explicación del tiempo de tránsito igual, la explicación de la "obstrucción" o "pellizco de los tubos de corriente" sostiene que el flujo sobre la superficie superior es más rápido que el flujo sobre la superficie inferior, pero da una razón diferente para la diferencia de velocidad.  Argumenta que la superficie superior curvada actúa como un obstáculo mayor para el flujo, obligando a las líneas de corriente a estrecharse entre sí, haciendo que los tubos de corriente sean más estrechos.  Cuando los tubos de corriente se estrechan, la conservación de la masa exige que aumente la velocidad del flujo. La reducción de la presión en la superficie superior y la sustentación ascendente se derivan de la mayor velocidad por principio de Bernoulli, igual que en la explicación del tiempo de tránsito igual.  A veces se hace una analogía con un Efecto Venturi#tubo de Venturi, afirmando que la superficie superior del ala actúa como una tobera venturi para constreñir el flujo.
Un grave defecto de la explicación de la obstrucción es que no explica cómo se produce el pinzamiento del tubo de corriente ni por qué es mayor en la superficie superior que en la inferior.  Para las alas convencionales que son planas en la parte inferior y curvas en la superior, esto tiene cierto sentido intuitivo, pero no explica cómo las placas planas, los perfiles aerodinámicos simétricos, las velas de velero o los perfiles aerodinámicos convencionales que vuelan al revés pueden generar sustentación, y los intentos de calcular la sustentación basándose en la cantidad de constricción u obstrucción no predicen los resultados experimentales. Otro fallo es que la conservación de la masa no es una razón física satisfactoria de por qué el flujo se aceleraría.  Explicar realmente por qué algo se acelera requiere identificar la fuerza que lo hace acelerar.

#### Cuestiones comunes a las dos versiones de la explicación basada en Bernoulli
Un grave defecto común a todas las explicaciones basadas en Bernoulli es que implican que una diferencia de velocidad puede surgir por causas distintas a una diferencia de presión, y que la diferencia de velocidad conduce entonces a una diferencia de presión, por el principio de Bernoulli.  Esta causalidad unidireccional implícita es un concepto erróneo.  La relación real entre la presión y la velocidad del flujo es una interacción mutua. Como se explica más adelante en una explicación física más completa, para producir una fuerza de sustentación es necesario mantener diferencias de presión tanto en dirección vertical como horizontal.  Las explicaciones de Bernoulli no explican cómo se mantienen las diferencias de presión en la dirección vertical.  Es decir, omiten la parte de la interacción correspondiente a la deflexión del flujo.
Aunque las dos explicaciones sencillas basadas en Bernoulli anteriores son incorrectas, no hay nada incorrecto en el principio de Bernoulli ni en el hecho de que el aire vaya más rápido en la parte superior del ala, y el principio de Bernoulli puede utilizarse correctamente como parte de una explicación más complicada de la sustentación.

## Atributos básicos de la sustentación
La sustentación es el resultado de las diferencias de presión y depende del ángulo de ataque, la forma del perfil aerodinámico, la densidad del aire y la velocidad aerodinámica.

### Diferencias de presión
La presión es la fuerza normal por unidad de superficie que ejerce el aire sobre sí mismo y sobre las superficies que toca. La fuerza de sustentación se transmite a través de la presión, que actúa perpendicularmente a la superficie del perfil aerodinámico. Así pues, la fuerza neta se manifiesta en forma de diferencias de presión. La dirección de la fuerza neta implica que la presión media en la superficie superior del perfil aerodinámico es menor que la presión media en la superficie inferior.
Estas diferencias de presión surgen en conjunción con el flujo de aire curvado. Cuando un fluido sigue una trayectoria curva, existe un gradiente de presión perpendicular a la dirección del flujo, con mayor presión en el exterior de la curva y menor presión en el interior. Esta relación directa entre las líneas de corriente curvadas y las diferencias de presión, a veces denominada teorema de la curvatura de la línea de corriente, fue derivada de la segunda ley de Newton por Leonhard Euler en 1754:
{\displaystyle {\frac {\operatorname {d} p}{\operatorname {d} R}}=\rho {\frac {v^{2}}{R}}}
El lado izquierdo de esta ecuación representa la diferencia de presión perpendicular al flujo del fluido. En el lado derecho ρ es la densidad, v es la velocidad y R es el radio de curvatura. Esta fórmula muestra que las velocidades más altas y las curvaturas más cerradas crean mayores diferencias de presión y que para el flujo rectilíneo (R → ∞) la diferencia de presión es cero.

### Ángulo de ataque

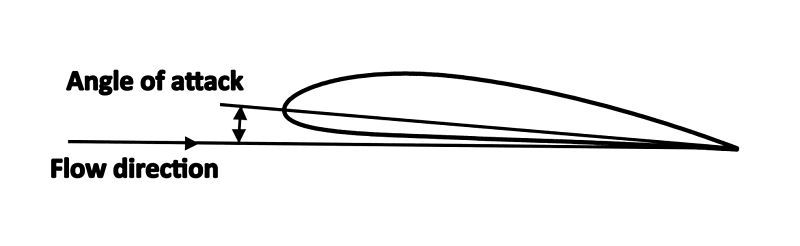
Ángulo de ataque de un perfil aerodinámico

El ángulo de ataque es el ángulo entre la línea de cuerda de un perfil aerodinámico y la corriente de aire que se aproxima. Un perfil aerodinámico simétrico generará sustentación cero con ángulo de ataque cero. Pero a medida que el ángulo de ataque aumenta, el aire se desvía a través de un ángulo mayor y la componente vertical de la velocidad de la corriente de aire aumenta, lo que resulta en más sustentación. Para ángulos pequeños, un perfil aerodinámico simétrico generará una fuerza de sustentación aproximadamente proporcional al ángulo de ataque.
A medida que aumenta el ángulo de ataque, la sustentación alcanza un máximo en cierto ángulo; aumentar el ángulo de ataque más allá de este Ángulo de ataque crítico hace que el flujo de la superficie superior se separe del ala; hay menos desviación hacia abajo por lo que el perfil aerodinámico genera menos sustentación. Se dice que el perfil aerodinámico está en pérdida.

### Forma aerodinámica

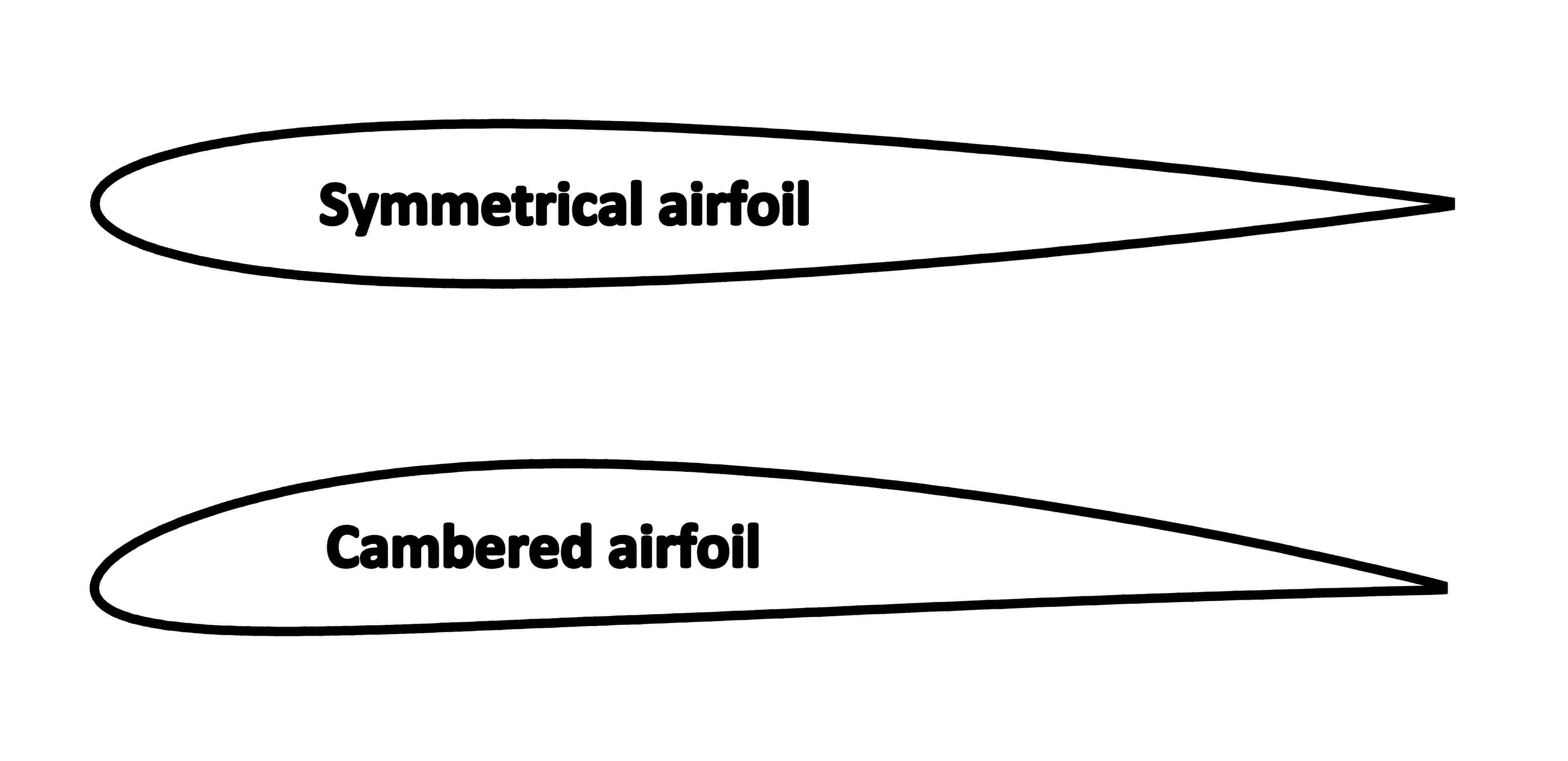
Perfil aerodinámico con peralte comparado con un perfil aerodinámico simétrico

La fuerza de sustentación máxima que puede generar un perfil aerodinámico a una velocidad determinada depende de la forma del perfil, especialmente de la cantidad de arqueamiento (curvatura tal que la superficie superior es más convexa que la inferior, como se ilustra a la derecha). El aumento de la curvatura generalmente aumenta la sustentación máxima a una velocidad determinada.
Los perfiles aerodinámicos peraltados generan sustentación con ángulo de ataque cero. Cuando la línea de cuerda es horizontal, el borde de fuga tiene una dirección descendente y, puesto que el aire sigue el borde de fuga, se desvía hacia abajo. Cuando un perfil aerodinámico abombado está al revés, el ángulo de ataque puede ajustarse para que la fuerza de sustentación sea hacia arriba. Esto explica cómo un avión puede volar al revés.

### Velocidad y densidad del aire
La sustentación es proporcional a la densidad del aire y aproximadamente proporcional al cuadrado de la velocidad del flujo. La sustentación también depende del tamaño del ala, siendo generalmente proporcional al área del ala proyectada en la dirección de sustentación. En los cálculos es conveniente cuantificar la sustentación en términos de un coeficiente de sustentación basado en estos factores.

### Capa límite y resistencia del perfil
Por muy lisa que parezca la superficie de un perfil aerodinámico, cualquier superficie es rugosa a escala de las moléculas de aire. Las moléculas de aire que vuelan hacia la superficie rebotan en la superficie rugosa en direcciones aleatorias con respecto a sus velocidades originales. El resultado es que cuando el aire se ve como un material continuo, se observa que no puede deslizarse a lo largo de la superficie, y la velocidad del aire relativa al perfil aerodinámico disminuye hasta casi cero en la superficie (es decir, las moléculas de aire se "pegan" a la superficie en lugar de deslizarse a lo largo de ella), algo que se conoce como condición de no deslizamiento. Dado que el aire en la superficie tiene una velocidad cercana a cero pero el aire alejado de la superficie se mueve, existe una fina capa límite en la que el aire cercano a la superficie está sometido a un movimiento de cizallamiento. La viscosidad del aire resiste el cizallamiento, dando lugar a una tensión de cizallamiento en la superficie del perfil aerodinámico denominada resistencia por fricción superficial. En la mayor parte de la superficie de la mayoría de los perfiles aerodinámicos, la capa límite es naturalmente turbulenta, lo que aumenta la resistencia por rozamiento..
En condiciones de vuelo normales, la capa límite permanece adherida tanto a la superficie superior como a la inferior hasta el borde de fuga, y su efecto sobre el resto del flujo es modesto. En comparación con las predicciones de la teoría del flujo no viscoso, en la que no hay capa límite, la capa límite adherida reduce la sustentación en una cantidad modesta y modifica algo la distribución de la presión, lo que da como resultado una resistencia a la presión relacionada con la viscosidad por encima de la resistencia por fricción de la piel. El total de la resistencia por fricción de la superficie y la resistencia por presión relacionada con la viscosidad suele denominarse resistencia parásita..

### Apagado

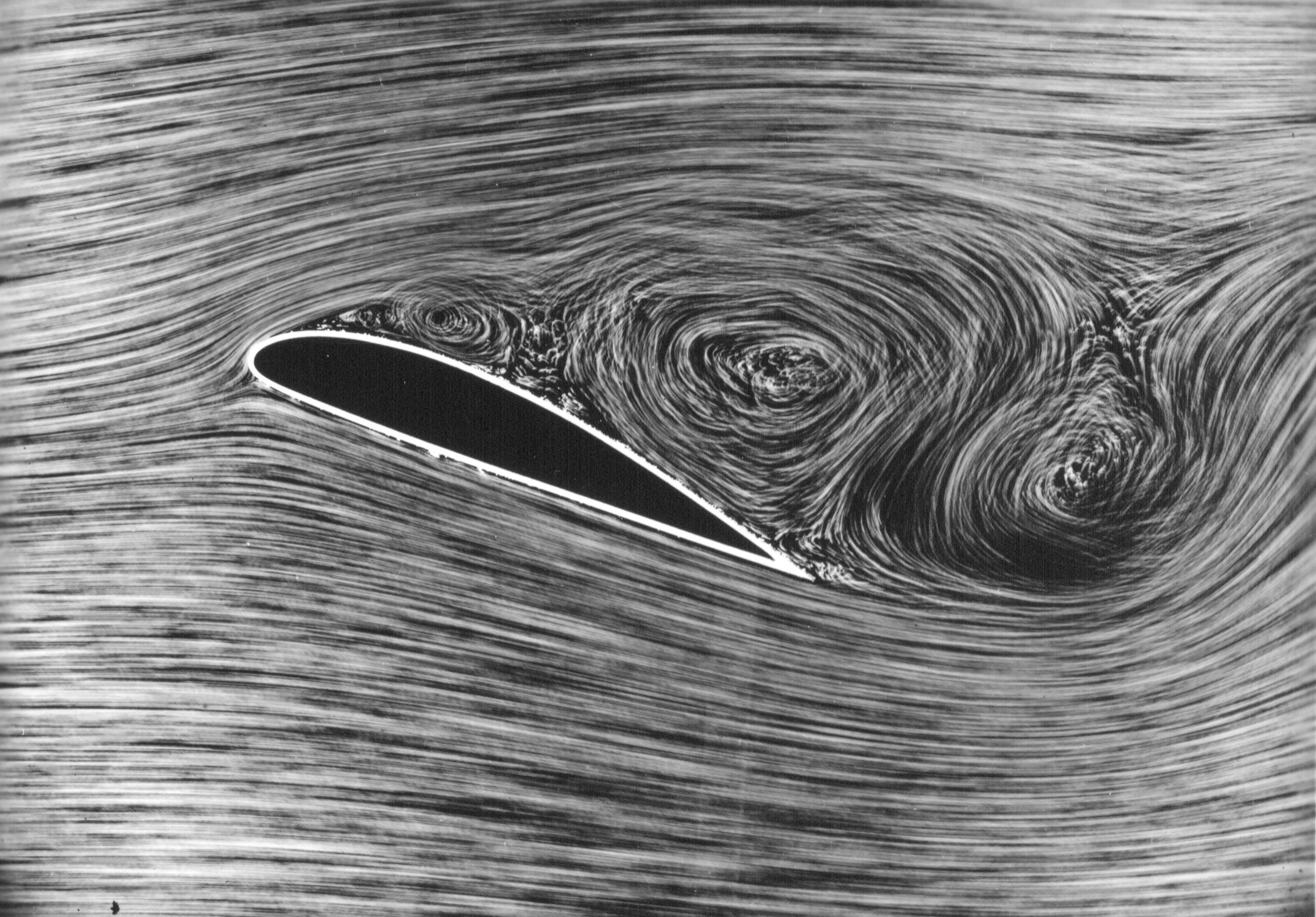
Corriente de aire separándose de un ala con un ángulo de ataque elevado

La sustentación máxima de un perfil aerodinámico a una velocidad dada está limitada por separación de la capa límite. A medida que aumenta el ángulo de ataque, se alcanza un punto en el que la capa límite ya no puede permanecer unida a la superficie superior. Cuando la capa límite se separa, deja una región de flujo recirculante por encima de la superficie superior, como se ilustra en la foto de visualización de flujo de la derecha. Esto se conoce como pérdida, o stalling. En ángulos de ataque por encima de la entrada en pérdida, la sustentación se reduce significativamente, aunque no llega a cero. La sustentación máxima que puede alcanzarse antes de la entrada en pérdida, en términos de coeficiente de sustentación, es generalmente inferior a 1,5 para perfiles aerodinámicos de un solo elemento y puede ser superior a 3,0 para perfiles aerodinámicos con flaps ranurados de gran sustentación y dispositivos de borde de ataque desplegados.

### Cuerpos esponjosos
El flujo alrededor de un cuerpo bluff, es decir, sin forma de líneas de corriente ni perfiles de estancamiento, también puede generar sustentación, además de una fuerte fuerza de resistencia. Esta sustentación puede ser constante o puede oscilar debido al desprendimiento de vórtices. La interacción de la flexibilidad del objeto con el desprendimiento de vórtices puede potenciar los efectos de la elevación fluctuante y causar  vibraciones inducidas por vórtices. Por ejemplo, el flujo alrededor de un cilindro circular genera una calle de vórtices de Von Kármán: Los vórtices que se desprenden alternativamente de los lados del cilindro. La naturaleza oscilatoria del flujo produce una fuerza de sustentación fluctuante sobre el cilindro, aunque la fuerza neta (media) sea despreciable. La frecuencia de la fuerza de sustentación se caracteriza por el número adimensional número de Strouhal, que depende del número de Reynolds del flujo.
Para una estructura flexible, esta fuerza de sustentación oscilatoria puede inducir vibraciones inducidas por vórtices. En determinadas condiciones -por ejemplo, resonancia o correlación fuerte de la fuerza de sustentación a lo largo del vano- el movimiento resultante de la estructura debido a las fluctuaciones de la sustentación puede aumentar considerablemente. Tales vibraciones pueden plantear problemas y amenazar con el colapso en estructuras altas construidas por el hombre, como chimeneas industriales.
En el efecto Magnus, un cilindro que gira en una corriente libre genera una fuerza de sustentación. En este caso, la rotación mecánica actúa sobre la capa límite, haciendo que se separe en distintos puntos de las dos caras del cilindro. La separación asimétrica cambia la forma efectiva del cilindro en lo que respecta al flujo, de forma que el cilindro actúa como un perfil aerodinámico de sustentación con circulación en el flujo exterior.

## Explicación física más completa
Como se ha descrito anteriormente en "Explicaciones físicas simplificadas de la sustentación en un perfil aerodinámico", existen dos explicaciones populares principales: una basada en la desviación hacia abajo del flujo (leyes de Newton) y otra basada en las diferencias de presión acompañadas de cambios en la velocidad del flujo (principio de Bernoulli). Cualquiera de ellas, por sí sola, identifica correctamente algunos aspectos del flujo ascendente, pero deja sin explicar otros aspectos importantes del fenómeno. Una explicación más completa implica tanto la desviación hacia abajo como las diferencias de presión (incluidos los cambios en la velocidad del flujo asociados a las diferencias de presión), y requiere examinar el flujo con más detalle.

### Elevación en la superficie aerodinámica
La forma del perfil aerodinámico y el ángulo de ataque actúan conjuntamente para que el perfil aerodinámico ejerza una fuerza descendente sobre el aire a medida que fluye. Según la tercera ley de Newton, el aire debe ejercer una fuerza igual y opuesta (hacia arriba) sobre la superficie aerodinámica, que es la sustentación.
La fuerza neta ejercida por el aire se produce como una diferencia de presión sobre las superficies del perfil. La presión en un fluido siempre es positiva en sentido absoluto, de modo que la presión siempre debe considerarse como un empuje y nunca como una tracción. Así pues, la presión empuja hacia el interior del perfil aerodinámico en todas partes, tanto en la superficie superior como en la inferior. El aire que fluye reacciona a la presencia del ala reduciendo la presión en la superficie superior del ala y aumentando la presión en la superficie inferior. La presión en la superficie inferior empuja hacia arriba con más fuerza que la presión reducida en la superficie superior empuja hacia abajo, y el resultado neto es la sustentación.
La diferencia de presión que da lugar a la sustentación actúa directamente sobre las superficies aerodinámicas; sin embargo, para entender cómo se produce la diferencia de presión es necesario comprender lo que hace el flujo en un área más amplia.

### Flujo más amplio alrededor del perfil aerodinámico

Flujo alrededor de un perfil aerodinámico: los puntos se mueven con el flujo. Los puntos negros están en en el mismo instante, que se dividen en dos -una parte superior y otra inferior- en el borde de ataque. Una marcada diferencia de velocidad entre las líneas de corriente superior e inferior se muestra más claramente en la animación de la imagen, con los marcadores superiores llegando al borde de salida mucho antes que los inferiores. Los colores de los puntos indican líneas de corriente.

Un perfil aerodinámico afecta a la velocidad y dirección del flujo en un área amplia, produciendo un patrón denominado campo de velocidad. Cuando un perfil aerodinámico produce sustentación, el flujo situado delante del perfil se desvía hacia arriba, el flujo situado por encima y por debajo del perfil se desvía hacia abajo y el flujo situado detrás del perfil se desvía de nuevo hacia arriba, dejando el aire situado detrás del perfil en el mismo estado que el flujo que se aproxima por delante. El flujo por encima de la superficie superior se acelera, mientras que el flujo por debajo del perfil se ralentiza. Junto con la desviación hacia arriba del aire situado delante y la desviación hacia abajo del aire situado inmediatamente detrás, se establece un componente circulatorio neto del flujo. La desviación hacia abajo y los cambios en la velocidad del flujo son pronunciados y se extienden por una amplia zona, como puede verse en la animación del flujo de la derecha. Estas diferencias en la dirección y velocidad del flujo son mayores cerca del perfil aerodinámico y disminuyen gradualmente por encima y por debajo. Todas estas características del campo de velocidades también aparecen en los modelos teóricos de los flujos ascendentes.
La presión también se ve afectada en un área amplia, en un patrón de presión no uniforme llamado campo de presión. Cuando un perfil aerodinámico produce sustentación, hay una región difusa de baja presión por encima del perfil aerodinámico, y normalmente una región difusa de alta presión por debajo, como ilustran las isobaras (curvas de presión constante) del dibujo. La diferencia de presión que actúa sobre la superficie es sólo una parte de este campo de presión.

### Interacción mutua de las diferencias de presión y los cambios en la velocidad del flujo
.

Campo de presiones alrededor de un perfil aerodinámico. Las líneas son isobaras o líneas de igual presión a lo largo de su longitud. Las flechas muestran el diferencial de presión de alta (rojo) a baja (azul) y, por tanto, también la fuerza neta que hace que el aire acelere en esa dirección

La presión no uniforme ejerce fuerzas sobre el aire en la dirección de mayor presión a menor presión. La dirección de la fuerza es diferente en distintos puntos alrededor del perfil aerodinámico, como indican las flechas de bloque en la figura campo de presión alrededor de un perfil aerodinámico. El aire por encima del perfil es empujado hacia el centro de la región de baja presión, y el aire por debajo del perfil es empujado hacia fuera desde el centro de la región de alta presión.
Según la segunda ley de Newton, una fuerza hace que el aire se acelere en la dirección de la fuerza. Así, las flechas verticales del diagrama del campo de presión que se acompaña indican que el aire por encima y por debajo del perfil aerodinámico se acelera, o gira hacia abajo, y que la presión no uniforme es, por tanto, la causa de la desviación hacia abajo del flujo visible en la animación del flujo. Para producir este giro hacia abajo, el perfil debe tener un ángulo de ataque positivo o suficiente caída positiva. Obsérvese que el giro descendente del flujo sobre la superficie superior es el resultado de que el aire es empujado hacia abajo por una presión mayor por encima que por debajo. Algunas explicaciones que hacen referencia al "efecto Coandă" sugieren que la viscosidad desempeña un papel clave en el giro hacia abajo, pero esto es falso. (véase más arriba en "Controversia sobre el efecto Coandă").
Las flechas delante del perfil indican que el flujo delante del perfil se desvía hacia arriba, y las flechas detrás del perfil indican que el flujo detrás se desvía de nuevo hacia arriba, después de haber sido desviado hacia abajo sobre el perfil. Estas desviaciones también son visibles en la animación del flujo.
Las flechas delante y detrás del perfil también indican que el aire que atraviesa la región de baja presión por encima del perfil se acelera al entrar y se frena al salir. El aire que atraviesa la región de alta presión por debajo del perfil se ralentiza al entrar y vuelve a acelerarse al salir. Por lo tanto, la presión no uniforme es también la causa de los cambios en la velocidad del flujo visibles en la animación. Los cambios en la velocidad del flujo son coherentes con el principio de Bernoulli, que establece que en un flujo constante sin viscosidad, a menor presión, mayor velocidad, y a mayor presión, menor velocidad.
Así, los cambios en la dirección y la velocidad del flujo están directamente causados por la presión no uniforme. Pero esta relación causa-efecto no es unidireccional, sino que actúa simultáneamente en ambos sentidos. El movimiento del aire se ve afectado por las diferencias de presión, pero la existencia de las diferencias de presión depende del movimiento del aire. La relación es, pues, una interacción mutua o recíproca: El flujo de aire cambia de velocidad o dirección en respuesta a las diferencias de presión, y las diferencias de presión se mantienen por la resistencia del aire a cambiar de velocidad o dirección. Una diferencia de presión sólo puede existir si hay algo contra lo que pueda empujar. En el flujo aerodinámico, la diferencia de presión empuja contra la inercia del aire, ya que el aire es acelerado por la diferencia de presión. Esta es la razón por la que la masa del aire forma parte del cálculo, y por la que la sustentación depende de la densidad del aire.
Mantener la diferencia de presión que ejerce la fuerza de sustentación sobre las superficies aerodinámicas requiere mantener un patrón de presión no uniforme en una amplia zona alrededor del perfil aerodinámico. Para ello es necesario mantener diferencias de presión tanto en sentido vertical como horizontal y, por lo tanto, se requiere tanto un giro descendente del flujo como cambios en la velocidad del flujo de acuerdo con el principio de Bernoulli. Las diferencias de presión y los cambios de dirección y velocidad del flujo se sustentan mutuamente en una interacción recíproca. Las diferencias de presión se derivan naturalmente de la segunda ley de Newton y del hecho de que el flujo a lo largo de la superficie sigue los contornos predominantemente inclinados hacia abajo del perfil aerodinámico. Y el hecho de que el aire tenga masa es crucial para la interacción.

## Cuantificación de la sustentación

### Integración de la presión
Cuando se conoce la distribución de presiones sobre la superficie aerodinámica, para determinar la sustentación total es necesario sumar las contribuciones a la fuerza de presión de los elementos locales de la superficie, cada uno con su propio valor local de presión. La sustentación total es, por tanto, la integral de la presión, en la dirección perpendicular al flujo de campo lejano, sobre la superficie aerodinámica.
{\displaystyle L=\oint p\mathbf {n} \cdot \mathbf {k} \;\mathrm {d} S,}
donde:
- S es el área proyectada (en planta) del perfil aerodinámico, medida normal al flujo de aire medio;
- n es el vector unitario normal que apunta hacia el ala;
- k es el vector unitario vertical, normal a la dirección de la corriente libre.

La ecuación de sustentación anterior no tiene en cuenta las fuerzas de fricción superficial, que son pequeñas en comparación con las fuerzas de presión.
Utilizando el vector i paralelo a la corriente libre en lugar de k en la integral, obtenemos una expresión para la resistencia a la presión Dp (que incluye la parte de presión de la resistencia del perfil y, si el ala es tridimensional, la resistencia inducida). Si utilizamos el vector j a lo largo de la envergadura, obtenemos la fuerza lateral Y.
{\displaystyle {\begin{aligned}D_{p}&=\oint p\mathbf {n} \cdot \mathbf {i} \;\mathrm {d} S,\\Y&=\oint p\mathbf {n} \cdot \mathbf {j} \;\mathrm {d} S.\end{aligned}}}

## Teorías matemáticas de la sustentación
Las teorías matemáticas de la sustentación se basan en la mecánica de fluidos continuos, suponiendo que el aire fluye como un fluido continuo. La sustentación se genera de acuerdo con los principios fundamentales de la física, siendo los más relevantes los tres principios siguientes:
- Conservación del momento, que es una consecuencia de las leyes del movimiento de Newton, especialmente la segunda ley de Newton que relaciona la fuerza neta sobre un elemento del aire con su tasa de cambio de cantidad de movimiento,
- Conservación de masa, incluyendo la suposición de que la superficie del aerodinámico es impermeable para el aire que fluye alrededor, y
- Conservación de la energía, según la cual la energía no se crea ni se destruye.

Dado que un perfil aerodinámico afecta al flujo en una amplia zona a su alrededor, las leyes de conservación de la mecánica se plasman en forma de ecuaciones diferenciales parciales combinadas con un conjunto de requisitos de condiciones de contorno que el flujo debe satisfacer en la superficie del perfil aerodinámico y lejos de él.
Para predecir la sustentación es necesario resolver las ecuaciones para una forma de perfil aerodinámico y unas condiciones de flujo determinadas, lo que generalmente requiere cálculos tan voluminosos que sólo son prácticos en un ordenador, mediante los métodos de dinámica de fluidos computacional (CFD). La determinación de la fuerza aerodinámica neta a partir de una solución CFD requiere "sumar" (integrar) las fuerzas debidas a la presión y al cizallamiento determinadas por la CFD sobre cada elemento de la superficie del perfil aerodinámico, como se describe en "integración_de_presión".
Las ecuaciones de Navier-Stokes (NS) proporcionan la teoría potencialmente más exacta de la sustentación, pero en la práctica, capturar los efectos de la turbulencia en la capa límite en la superficie del perfil requiere sacrificar algo de exactitud, y requiere el uso de las ecuaciones de Navier-Stokes promediadas por Reynolds (RANS). También se han desarrollado teorías más sencillas pero menos precisas.

### Ecuaciones de Navier-Stokes (NS)
Estas ecuaciones representan la conservación de la masa, la segunda ley de Newton (conservación del momento), la conservación de la energía, la Ley de Newton para la acción de la viscosidad, la Ley de conducción de calor de Fourier, una ecuación de estado que relaciona densidad, temperatura y presión, y fórmulas para la viscosidad y la conductividad térmica del fluido.
En principio, las ecuaciones NS, combinadas con condiciones de contorno de ausencia de flujo pasante y ausencia de deslizamiento en la superficie aerodinámica, podrían utilizarse para predecir la sustentación en cualquier situación de vuelo atmosférico ordinario con gran precisión. Sin embargo, los flujos de aire en situaciones prácticas siempre implican turbulencias en la capa límite próxima a la superficie aerodinámica, al menos en la parte de popa del perfil. Predecir la sustentación resolviendo las ecuaciones NS en su forma pura requeriría que los cálculos resolvieran los detalles de la turbulencia, hasta el remolino más pequeño. Esto todavía no es posible, ni siquiera en los ordenadores actuales más potentes. Así que, en principio, las ecuaciones NS proporcionan una teoría completa y muy precisa de la sustentación, pero la predicción práctica de la sustentación requiere que los efectos de la turbulencia se modelen en las ecuaciones RANS en lugar de calcularse directamente.

### Ecuaciones de Navier-Stokes promediadas por Reynolds (RANS)
Estas son las ecuaciones NS con los movimientos de turbulencia promediados en el tiempo, y los efectos de la turbulencia en el flujo promediado en el tiempo representado por modelado de turbulencia (un conjunto adicional de ecuaciones basadas en una combinación de análisis dimensional e información empírica sobre cómo la turbulencia afecta a una capa límite en un sentido promedio promediado en el tiempo). Una solución RANS consiste en el vector de velocidad promediada en el tiempo, la presión, la densidad y la temperatura definidas en una densa red de puntos que rodean el perfil aerodinámico.
La cantidad de cálculo requerida es una fracción minúscula (milmillonésimas) de lo que se necesitaría para resolver todos los movimientos de turbulencia en un cálculo NS sin procesar, y con los grandes ordenadores disponibles ahora es práctico llevar a cabo cálculos RANS para aviones completos en tres dimensiones. Dado que los modelos de turbulencia no son perfectos, la precisión de los cálculos RANS es imperfecta, pero adecuada para el diseño práctico de aviones. La sustentación predicha por RANS suele estar dentro de unos pocos puntos porcentuales de la sustentación real.

### Ecuaciones de flujo no viscoso (Euler o potencial)
Las Ecuaciones de Euler son las ecuaciones NS sin los efectos de viscosidad, conducción de calor y turbulencia. Al igual que con una solución RANS, una solución Euler consiste en el vector velocidad, presión, densidad y temperatura definidos en una densa malla de puntos que rodean el perfil aerodinámico. Aunque las ecuaciones de Euler son más simples que las ecuaciones NS, no se prestan a soluciones analíticas exactas.
La teoría del flujo potencial permite una mayor simplificación, ya que reduce el número de incógnitas que hay que determinar y, en algunos casos, posibilita soluciones analíticas, como se describe a continuación.
Tanto los cálculos de Euler como los de flujo potencial predicen la distribución de presiones en las superficies aerodinámicas de forma aproximadamente correcta para ángulos de ataque por debajo de la entrada en pérdida, donde pueden errar en la sustentación total hasta en un 10-20%. En ángulos de ataque por encima de la entrada en pérdida, los cálculos no viscosos no predicen que se ha producido la entrada en pérdida y, como resultado, sobrestiman enormemente la sustentación.
En la teoría del flujo potencial, se supone que el flujo es irrotacional, es decir, que las pequeñas parcelas de fluido no tienen velocidad neta de rotación. Matemáticamente, esto se expresa mediante la afirmación de que el curl del campo vectorial de velocidad es igual a cero en todas partes. Los flujos irrotacionales tienen la conveniente propiedad de que la velocidad puede expresarse como el gradiente de una función escalar llamada potencial. Un flujo representado de esta manera se denomina flujo potencial.
En la teoría del flujo potencial, se supone que el flujo es incompresible. La teoría del flujo potencial incompresible tiene la ventaja de que la ecuación (ecuación de Laplace) a resolver para el potencial es lineal, lo que permite construir soluciones por superposición de otras soluciones conocidas. La ecuación incompresible-potencial-flujo también puede resolverse mediante mapeo conforme, un método basado en la teoría de funciones de una variable compleja. A principios del siglo XX, antes de que existieran los ordenadores, se utilizó el mapeo conforme para generar soluciones de la ecuación de flujo potencial incompresible para una clase de formas aerodinámicas idealizadas, proporcionando algunas de las primeras predicciones teóricas prácticas de la distribución de presión en un aerodinámico elevable.
Una solución de la ecuación de potencial determina directamente sólo el campo de velocidad. El campo de presión se deduce del campo de velocidad mediante la ecuación de Bernoulli.
.

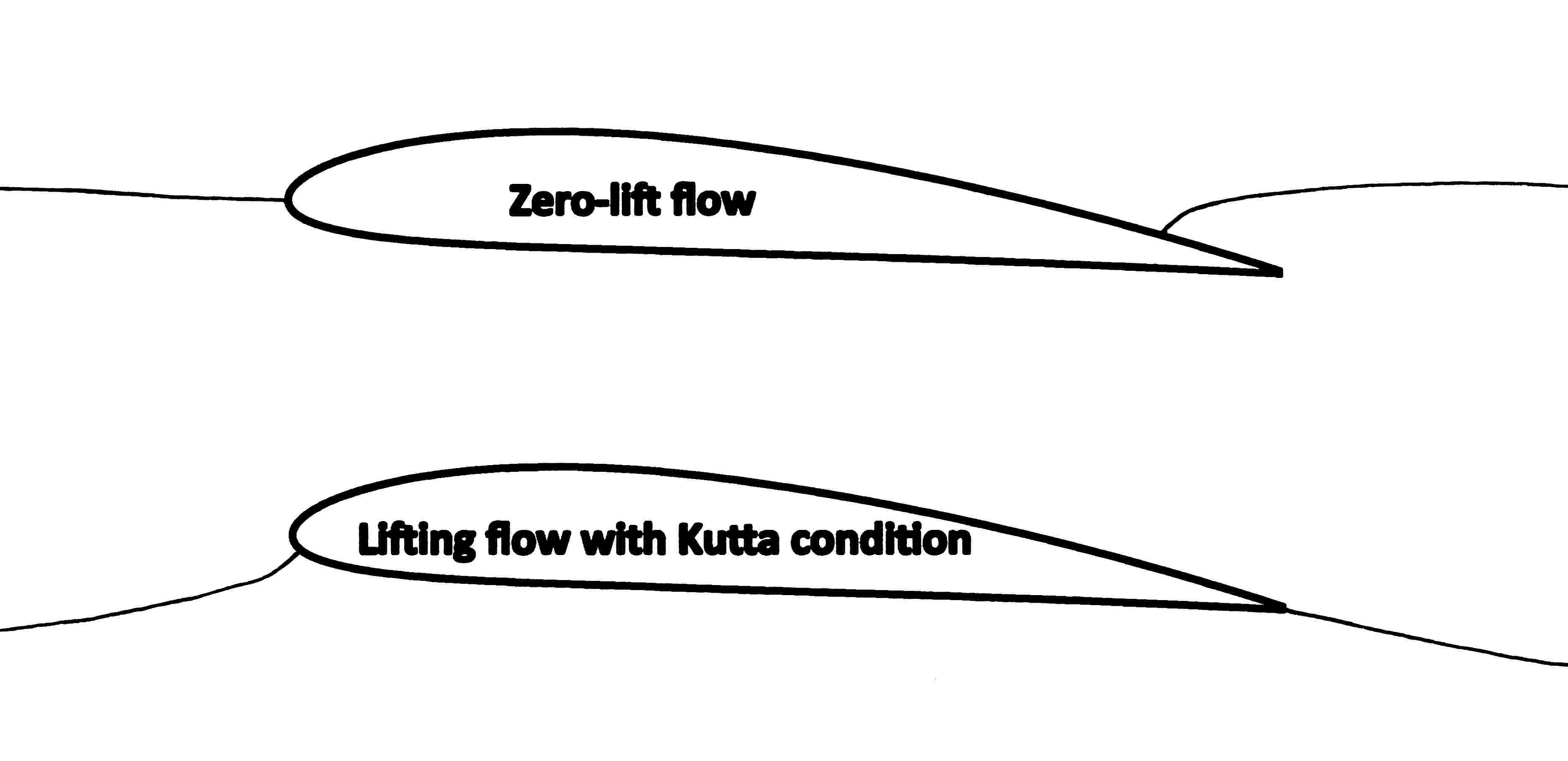
Comparación de un patrón de flujo no ascendente alrededor de un perfil aerodinámico; y un patrón de flujo ascendente consistente con la condición de Kutta en el que el flujo abandona el borde de salida suavemente

La aplicación de la teoría del flujo potencial a un flujo ascendente requiere un tratamiento especial y una suposición adicional. El problema surge porque la sustentación en un perfil aerodinámico en flujo no viscoso requiere circulación en el flujo alrededor del perfil aerodinámico (Ver "Circulación y el teorema de Kutta-Joukowski" más abajo), pero una única función potencial que sea continua en todo el dominio alrededor del perfil aerodinámico no puede representar un flujo con circulación distinta de cero. La solución a este problema es introducir un corte de rama, una curva o línea desde algún punto de la superficie aerodinámica hasta una distancia infinita, y permitir un salto en el valor del potencial a través del corte. El salto en el potencial impone una circulación en el flujo igual al salto de potencial y, por tanto, permite representar una circulación distinta de cero. Sin embargo, el salto de potencial es un parámetro libre que no viene determinado por la ecuación de potencial ni por las demás condiciones de contorno, por lo que la solución es indeterminada. Existe una solución potencial-flujo para cualquier valor de la circulación y cualquier valor de la elevación. Una forma de resolver esta indeterminación es imponer la condición de Kutta, que consiste en que, de todas las soluciones posibles, la solución físicamente razonable es aquella en la que el flujo abandona el borde de salida suavemente. Los croquis de las líneas de corriente ilustran un patrón de flujo con sustentación nula, en el que el flujo rodea el borde de fuga y abandona la superficie superior por delante del borde de fuga, y otro patrón de flujo con sustentación positiva, en el que el flujo abandona suavemente el borde de fuga de acuerdo con la condición de Kutta.

### Flujo potencial linealizado
Se trata de la teoría del flujo potencial con las suposiciones adicionales de que el perfil aerodinámico es muy delgado y el ángulo de ataque es pequeño. La teoría linealizada predice el carácter general de la distribución de la presión en el perfil aerodinámico y cómo se ve influida por la forma del perfil aerodinámico y el ángulo de ataque, pero no es lo suficientemente precisa para el trabajo de diseño. Para un perfil aerodinámico 2D, estos cálculos pueden realizarse en una fracción de segundo en una hoja de cálculo de un PC.

### Circulación y teorema de Kutta-Joukowski

Componente de circulación del flujo alrededor de un perfil aerodinámico

Cuando un perfil aerodinámico genera sustentación, varios componentes del campo de velocidad global contribuyen a una circulación neta de aire a su alrededor: el flujo ascendente por delante del perfil aerodinámico, el flujo acelerado por encima, el flujo desacelerado por debajo y el flujo descendente por detrás.
La circulación puede entenderse como la cantidad total de "giro" (o vorticidad) de un fluido no viscoso alrededor del perfil aerodinámico.
El Teorema de Kutta-Yukovski relaciona la sustentación por unidad de anchura de vano de un perfil aerodinámico bidimensional con esta componente de circulación del flujo. Es un elemento clave en una explicación de la sustentación que sigue el desarrollo del flujo alrededor de un perfil aerodinámico a medida que el perfil aerodinámico inicia su movimiento desde el reposo y se forma y deja atrás un vórtice inicial, que conduce a la formación de circulación alrededor del perfil aerodinámico. La sustentación se deduce entonces del teorema de Kutta-Joukowski. Esta explicación es en gran medida matemática, y su progresión general se basa en la inferencia lógica, no en la causa-efecto física.
El modelo de Kutta-Joukowski no predice cuánta circulación o sustentación producirá un perfil aerodinámico bidimensional. El cálculo de la sustentación por unidad de luz mediante Kutta-Joukowski requiere un valor conocido de la circulación. En particular, si se cumple la condición de Kutta, en la que el punto de estancamiento posterior se desplaza hasta el borde de salida del perfil aerodinámico y se fija allí durante todo el vuelo, la sustentación puede calcularse teóricamente mediante el método del mapa conforme.
La sustentación generada por un perfil aerodinámico convencional viene dictada tanto por su diseño como por las condiciones de vuelo, como la velocidad de avance, el ángulo de ataque y la densidad del aire. La sustentación puede incrementarse aumentando artificialmente la circulación, por ejemplo mediante el soplado de la capa límite o el uso de flap soplados. En el rotor Flettner todo el perfil aerodinámico es circular y gira alrededor de un eje de envergadura para crear la circulación.

## Flujo tridimensional

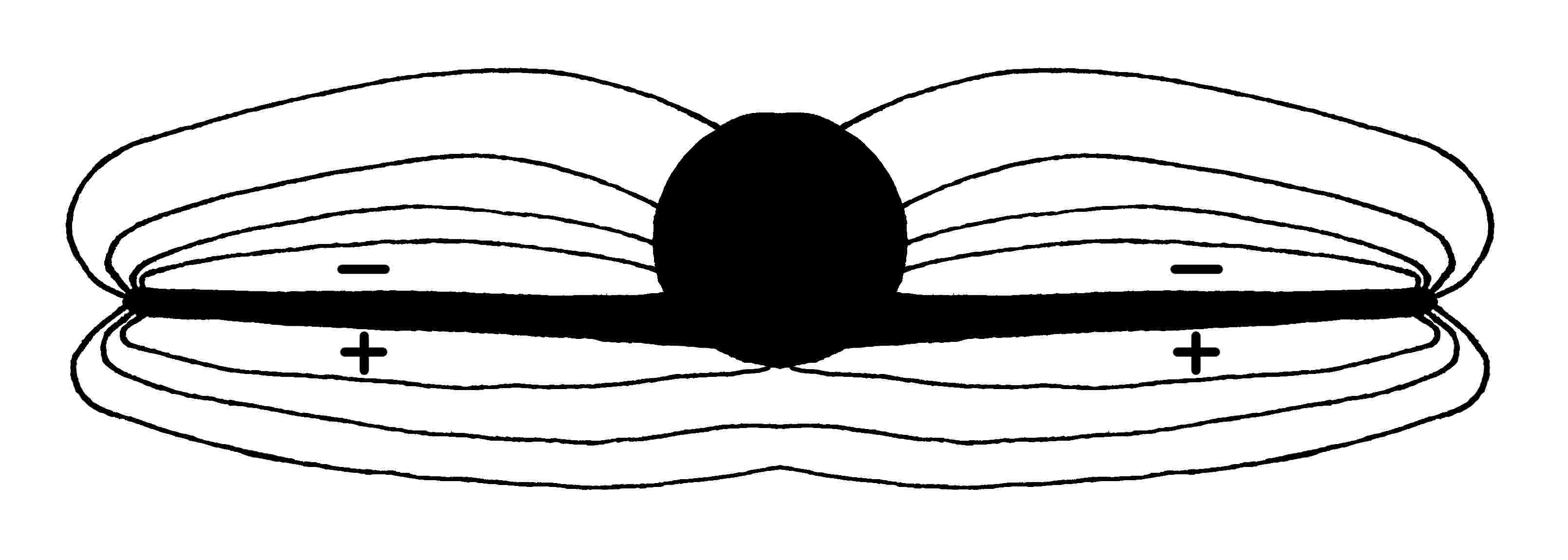
Sección transversal de una combinación ala-cuerpo de avión que muestra las isobaras del flujo de sustentación tridimensional.

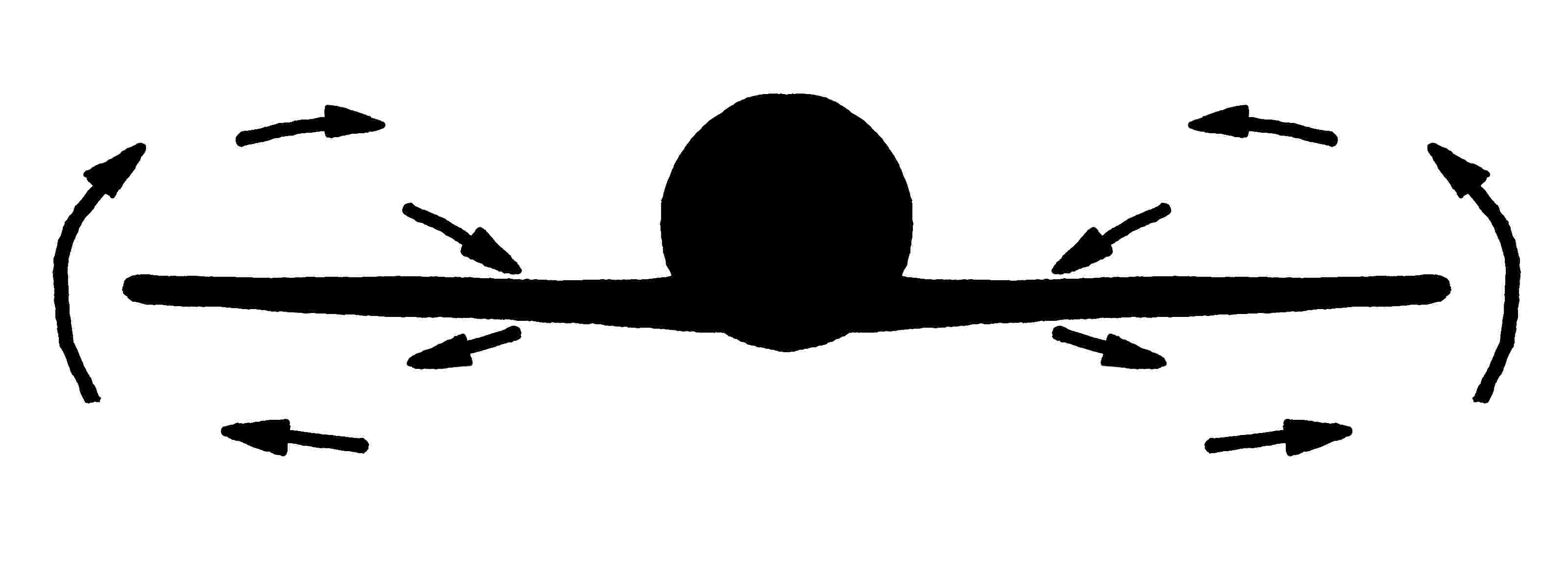
Sección transversal de una combinación ala-cuerpo de avión que muestra los vectores de velocidad del flujo de sustentación tridimensional

El flujo alrededor de un ala tridimensional implica importantes problemas adicionales, especialmente en relación con las puntas del ala. Para un ala de baja relación de aspecto, como una típica ala en delta, las teorías bidimensionales pueden proporcionar un modelo deficiente y los efectos del flujo tridimensional pueden dominar. Incluso para alas de alta relación de aspecto, los efectos tridimensionales asociados a la envergadura finita pueden afectar a toda la envergadura, no sólo cerca de las puntas.

### Puntas de ala y distribución a lo largo de la envergadura
El gradiente de presión vertical en las puntas del ala hace que el aire fluya lateralmente, saliendo de debajo del ala y subiendo y volviendo sobre la superficie superior. Esto reduce el gradiente de presión en la punta del ala y, por tanto, la sustentación. La sustentación tiende a disminuir en la dirección de la envergadura desde la raíz hasta la punta, y las distribuciones de presión alrededor de las secciones aerodinámicas cambian en consecuencia en la dirección de la envergadura. Las distribuciones de presión en planos perpendiculares a la dirección de vuelo tienden a parecerse a la ilustración de la derecha. Esta distribución de presión que varía en función de la envergadura se sustenta en una interacción mutua con el campo de velocidad. El flujo por debajo del ala se acelera hacia fuera, el flujo por fuera de las puntas se acelera hacia arriba y el flujo por encima del ala se acelera hacia dentro, lo que da como resultado el patrón de flujo ilustrado a la derecha.
El flujo gira más hacia abajo de lo que lo haría en un flujo bidimensional con la misma forma aerodinámica y la misma sustentación seccional, y se requiere un ángulo de ataque seccional mayor para conseguir la misma sustentación en comparación con un flujo bidimensional. El ala está volando efectivamente en una corriente descendente de su propia creación, como si el flujo de corriente libre se inclinara hacia abajo, con el resultado de que el vector de fuerza aerodinámica total se inclina ligeramente hacia atrás en comparación con lo que sería en dos dimensiones. La componente adicional hacia atrás del vector de fuerza se denomina resistencia inducida.

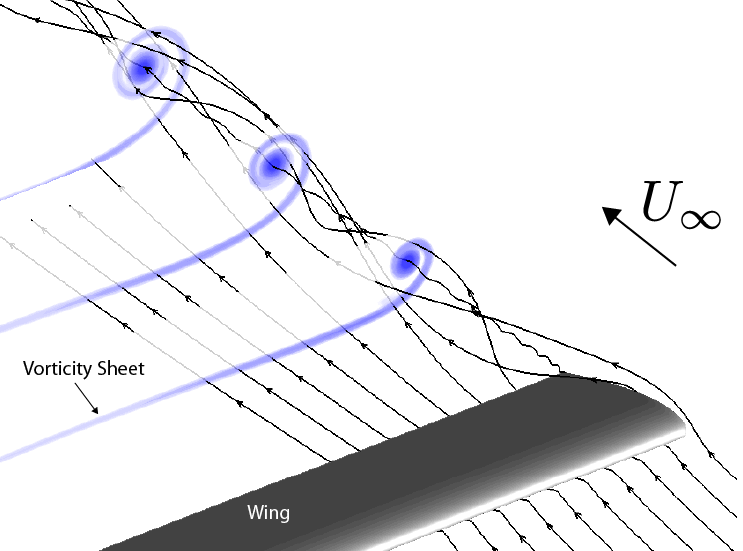
Cálculo de Euler de un vórtice de punta enrollándose desde la hoja de vorticidad arrastrada

La diferencia en la componente de velocidad a lo largo de la envergadura por encima y por debajo del ala (entre estar en la dirección interior por encima y en la dirección exterior por debajo) persiste en el borde de fuga y en la estela aguas abajo. Después de que el flujo abandone el borde de fuga, esta diferencia de velocidad se produce a través de una capa de cizalladura relativamente fina denominada lámina de vórtice.

### Sistema de vórtices en herradura

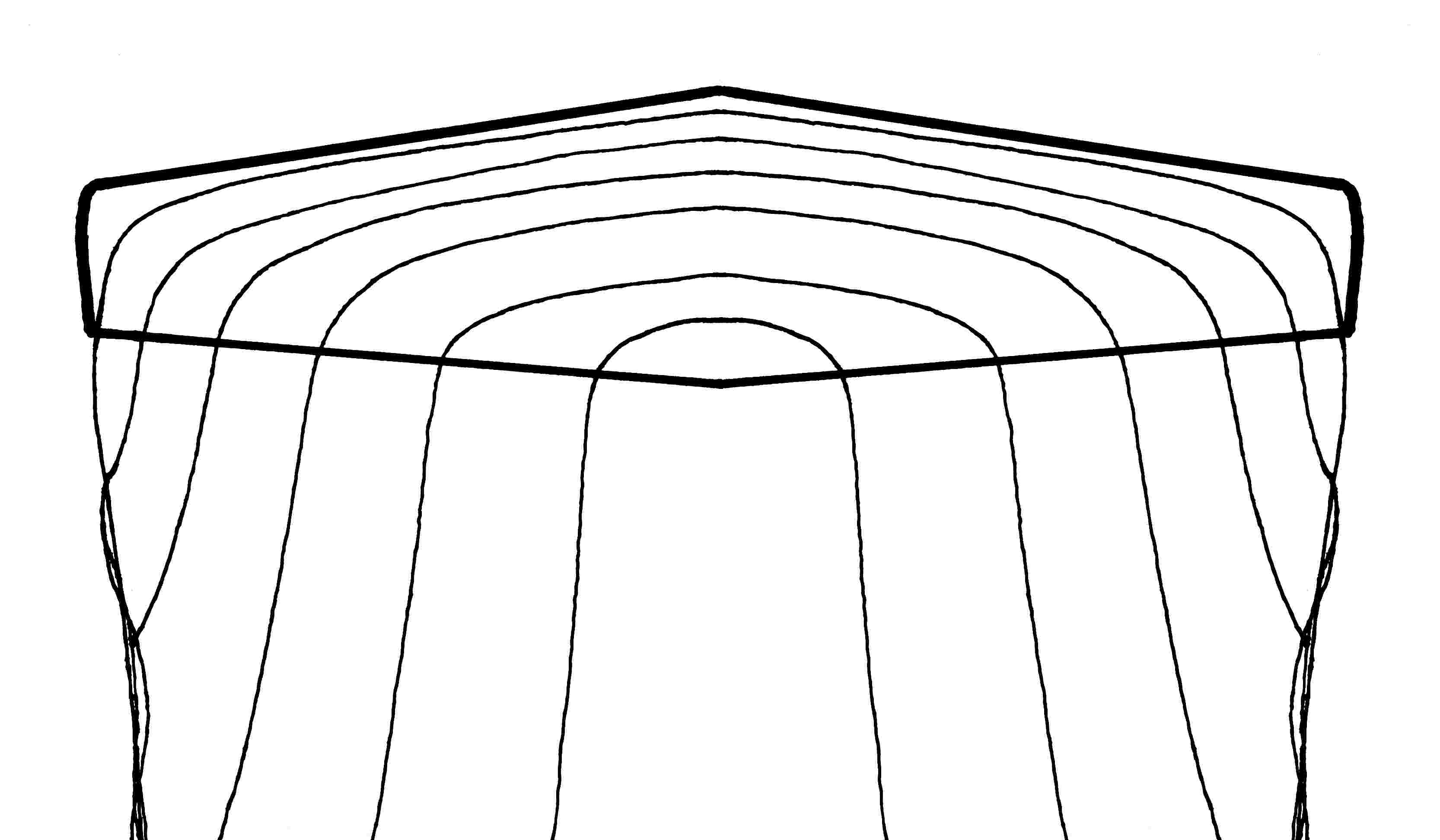
Vista en planta de un ala que muestra el sistema de vórtices en herradura

El flujo que sale del ala crea un vórtice de punta. A medida que la hoja principal del vórtice pasa corriente abajo desde el borde de fuga, se enrolla en sus bordes exteriores, fusionándose con los vórtices de punta. La combinación de los  vórtices de punta de ala y las hojas de vórtice que los alimentan se denomina estela de vórtice.
Además de la vorticidad en la estela de vórtices de resistencia, existe vorticidad en la capa límite del ala, denominada "vorticidad ligada", que conecta las láminas de resistencia de los dos lados del ala en un sistema de vórtices con la forma general de una herradura. La forma de herradura del sistema de vórtices fue reconocida por el pionero aeronáutico  |  Lanchester en 1907.
Dada la distribución de la vorticidad ligada y la vorticidad en la estela, se puede utilizar la ley de Biot-Savart (una relación de cálculo vectorial) para calcular la perturbación de la velocidad en cualquier parte del campo, causada por la sustentación del ala. Las teorías aproximadas para la distribución de la sustentación y la resistencia inducida por la sustentación de alas tridimensionales se basan en dicho análisis aplicado al sistema de vórtices en herradura del ala. En estas teorías, la vorticidad límite se suele idealizar y se supone que reside en la superficie de camber del interior del ala.
Dado que la velocidad se deduce de la vorticidad en tales teorías, algunos autores describen la situación para dar a entender que la vorticidad es la causa de las perturbaciones de la velocidad, utilizando términos como "la velocidad inducida por el vórtice", por ejemplo. Pero atribuir una relación mecánica de causa-efecto entre la vorticidad y la velocidad de esta manera no es coherente con la física. Las perturbaciones de velocidad en el flujo alrededor de un ala son producidas de hecho por el campo de presión.

## En aerodinámica
Es la principal fuerza que permite que una aeronave con alas se mantenga en vuelo. Esta, al ser mayor que el peso total de la aeronave, le permite despegar. 
Para la sustentación se utiliza la notación {\displaystyle L}, del término inglés lift o sustentación en español, y {\displaystyle C_{L}} para el coeficiente de sustentación, el cual siempre se busca que sea lo mayor posible.
Además, la sustentación, y en consecuencia su coeficiente, dependen directamente del ángulo de ataque, aumentando según aumenta este hasta llegar a un punto máximo o a un ángulo de ataque crítico, después del cual el flujo de aire que pasa sobre el extradós (superficie superior del ala) no logra recorrer en su totalidad y mantenerse adherido al perfil aerodinámico, dando lugar a la entrada en pérdida (stall, en inglés). Para aumentar la sustentación existen dispositivos de hipersustentación como los flaps y slats para continuar con la diferencia de presiones y por lo tanto aumentar la sustentación modificando la curvatura del perfil (usado generalmente cuando se necesita sustentación a baja velocidad). Una explicación correcta del origen de la sustentación requiere hacer uso de la teoría de capa límite desarrollada por Prandtl. Las diferencias de comportamiento de objetos a diversas velocidades se suelen expresar con el 'número de Reynolds', un número sin dimensiones que describe las relaciones entre viscosidad e inercia en un fluido.

## En automovilismo
Para la sustentación se utiliza la notación {\displaystyle F_{z}}, y {\displaystyle C_{z}} para el coeficiente de sustentación, ya que esta fuerza actúa paralelamente al eje OZ del triedro de referencia que se asocia al vehículo.
Para poder comparar directamente la sustentación que producen dos vehículos en las mismas condiciones, se utiliza el coeficiente {\displaystyle SC_{z}}, exactamente por los mismos motivos que en el caso de la resistencia aerodinámica.
{\displaystyle SC_{z}=C_{z}\cdot S_{\rm {planta}}}
En los vehículos de calle no se suele tener en cuenta ni aprovechar la sustentación e incluso puede haber un pequeño coeficiente positivo. En muchos tipos de vehículos de competición, como pueden ser los de la Fórmula 1, ocurre todo lo contrario, buscándose que sea negativo; es decir, que el vehículo sea empujado hacia el suelo, con el objetivo de obtener un mejor agarre o apoyo aerodinámico que aumente la velocidad en curva, mediante superficies como alerones o el aprovechamiento del fondo plano.
.